# Алкужборковский сельсовет
Алкужборковский сельсовет — сельское поселение в Моршанском районе Тамбовской области Российской Федерации.
Административный центр — село Алкужи.

## История
Статус и границы сельского поселения установлены Законом Тамбовской области от 17 сентября 2004 года № 232-З «Об установлении границ и определении места нахождения представительных органов муниципальных образований в Тамбовской области».

## Население
| 2010 | 2012  | 2013  | 2014  | 2015 | 2016 | 2017 |
| ---- | ----- | ----- | ----- | ---- | ---- | ---- |
| 1099 | ↘1060 | ↘1037 | ↘1009 | ↘989 | ↘960 | ↘940 |
| 2018 | 2019  | 2020  | 2021  |      |      |      |
| ↘926 | ↘889  | ↘866  | ↗1051 |      |      |      |

## Состав сельского поселения
| № | Населённый пункт | Тип населённого пункта       | Население |
| - | ---------------- | ---------------------------- | --------- |
| 1 | 13-й Октябрь     | посёлок                      | ↘24       |
| 2 | Алкужи           | село, административный центр | ↘295      |
| 3 | Алкужские Борки  | село                         | ↘351      |
| 4 | Заречный         | посёлок                      | ↘79       |
| 5 | Кресты           | посёлок                      | 62        |
| 6 | Малое Пичаево    | село                         | 59        |
| 7 | Мутасьево        | село                         | ↘229      |